# Весельчак (журнал)
«Весельчак, журнал всяких разных странностей, светских, литературных, художественных и иных» — первый по времени издания российский литературно-художественный, сатирический журнал, появившийся в 1858 году на заре «эпохи обличительного жанра».
Издавал журнал Адольф Плюшар. Первым его редактором был О. И. Сенковский, которого А. Плюшар пригласил к участию в деле. 24 декабря 1857 года вышло объявление под следующим заглавием: «Частное письмо к почтеннейшей публике о секретном журнале, которому название „Весельчак“, журнал и т. д.». Объявление это было написано О. Сенковским, под псевдонимом Иван Иванов сын Хохотенко-Хлопотунов-Пустяковский.
Цель издания выражалась в следующих словах: «Приходите смеяться с нами, смеяться над нами, над ними, над собой, над всем и обо всем смеяться, лишь бы только не скучать». По словам объявления, граф В. Соллогуб, Н. Кукольник, В. Бенедиктов, А. Погосский и «все наши великие смехотворцы и знаменитые острословы изъявили готовность содействовать великому делу проявления народного русского смеха».
1 февраля 1858 года вышел № 1 за подписью редактора Я. И. Григорьева, со статьей О. Сенковского под тем же псевдонимом: «Заседания комитета для редакции Весельчака». Но ему пришлось писать только для первых 4 номеров, а затем он заболел и 4 марта умер. Из объявленных же знаменитостей никто никакого участия не принимал, а упражнялись в журнале никому не известные А. Козлов (А. К. Злов, Еремей), Г. К. Блок (Канибакс Б—ъ), Н. Щелков (Воклещ), В. Савинов (Вонивас), Н. Л. Ломан (Август Дик) и др., имена которых скрыты под псевдонимами.
Карикатуры для журнала рисовали М. Микешин, А. Лебедев, П. Скворцов, Е. Егоров и др.
Вначале журнал имел до 8 000 подписчиков и выходил еженедельно, не всегда, впрочем, в назначенный день. С мая по ноябрь редакцией заведовал Н. М. Львов, а затем имя редактора на журнале не выставлялось. Пустое содержание журнала, смех, направленный исключительно на самые безобидные житейские мелочи и вовсе избегавший живых вопросов, которые волновали общество, привели к тому, что подписка на 1859 год оказалась ничтожной и журнал прекратил выходить на № 7, не возвратив подписных денег.
В конце существования журнал занимался травлей Н. Некрасова, И. Панаева и их журнала «Современник».